# Idriss Déby
Idriss Déby Itno (in arabo إدريس ديبي‎?; Berdoba, 18 giugno 1952 – N'Djamena, 20 aprile 2021) è stato un generale e politico ciadiano.
Divenne Presidente del Ciad nel 1990 quando, alla testa del Movimento Patriottico di Salvezza (Mouvement Patriotique du Salut), attuò un colpo di Stato contro il dittatore Hissène Habré. Rieletto nel 1996, nel 2001, nel 2006, nel 2011, nel 2016 e nel 2021, negli anni sopravvisse a innumerevoli tentativi di colpo di Stato e a ribellioni interne. Nonostante numerose accuse di brogli, corruzione e persino il sospetto di avere un ruolo nell'assassinio di alcuni suoi avversari politici, Déby rimase alla guida del paese fino alla morte in battaglia nel 2021.

## Biografia
Nacque il 18 giugno del 1952 presso Berdoba, nella regione di Ennedi Est. Figlio di un allevatore appartenente al gruppo etnico Zaghawa, si formò nell'Accademia Militare di N'Djamena, completando il suo addestramento in Francia. Conclusa la sua formazione, nel 1976 Déby ritornò in Ciad, prestando servizio nell'esercito fino al 1979, anno in cui fu deposto il presidente Félix Malloum. Da quel momento Déby legò il suo destino a quello di Hissène Habré, uno dei principali signori della guerra del paese. Un anno dopo la conquista del potere da parte di Habré, Déby fu nominato comandante in capo dell'esercito, ruolo nel quale si distinse sconfiggendo le forze filo-libiche nella parte orientale del Ciad.
Nel 1985 fu rimosso dall'incarico, ed inviato a Parigi per seguire i corsi della École de Guerre. Al suo ritorno venne nominato capo consigliere militare della Presidenza. Due anni più tardi, guidò nuovamente l'esercito contro le truppe libiche nel Ciad orientale, ottenendo notevoli successi sul campo.

### Il colpo di Stato
Nel 1989 emerse un contrasto tra Habré e Déby sul crescente potere della Guardia Presidenziale e a seguito delle accuse mossegli da Habré, secondo il quale Déby era in procinto di preparare un colpo di Stato, riparò dapprima in Libia, e successivamente in Sudan dove fondò il Movimento Patriottico di Salvezza, gruppo armato di insorti che, grazie al supporto di Libia e Sudan, attaccò le forze regolari di Habré nell'ottobre del 1989. Un anno più tardi, il 10 novembre 1990, le truppe di Déby sferrarono l'attacco decisivo, che le condusse, pochi giorni dopo (2 dicembre) ad entrare nella capitale N'Djamena senza incontrare resistenza.

### La presidenza del Ciad
Il 28 febbraio 1991, dopo tre mesi di governo provvisorio, Déby venne nominato presidente del Ciad, fu successivamente confermato alla presidenza nelle elezioni del 1996 e in quelle del 2001. In queste ultime, tuttavia, gli osservatori internazionali riscontrarono irregolarità nelle procedure di voto. Il 26 maggio 2004, il Parlamento del Ciad adottò una modifica costituzionale per eliminare dalla Costituzione il limite di due mandati per l'elezione presidenziale, consentendo in tal modo a Déby di ripresentarsi anche alle elezioni del 2006.
Le elezioni presidenziali, svoltesi il 3 maggio 2006, si conclusero con la vittoria di Déby con una percentuale di voti a favore pari al 64,67% (inizialmente era stata annunciata una maggioranza del 77,60%)..

### L'opposizione interna e le relazioni con il Sudan

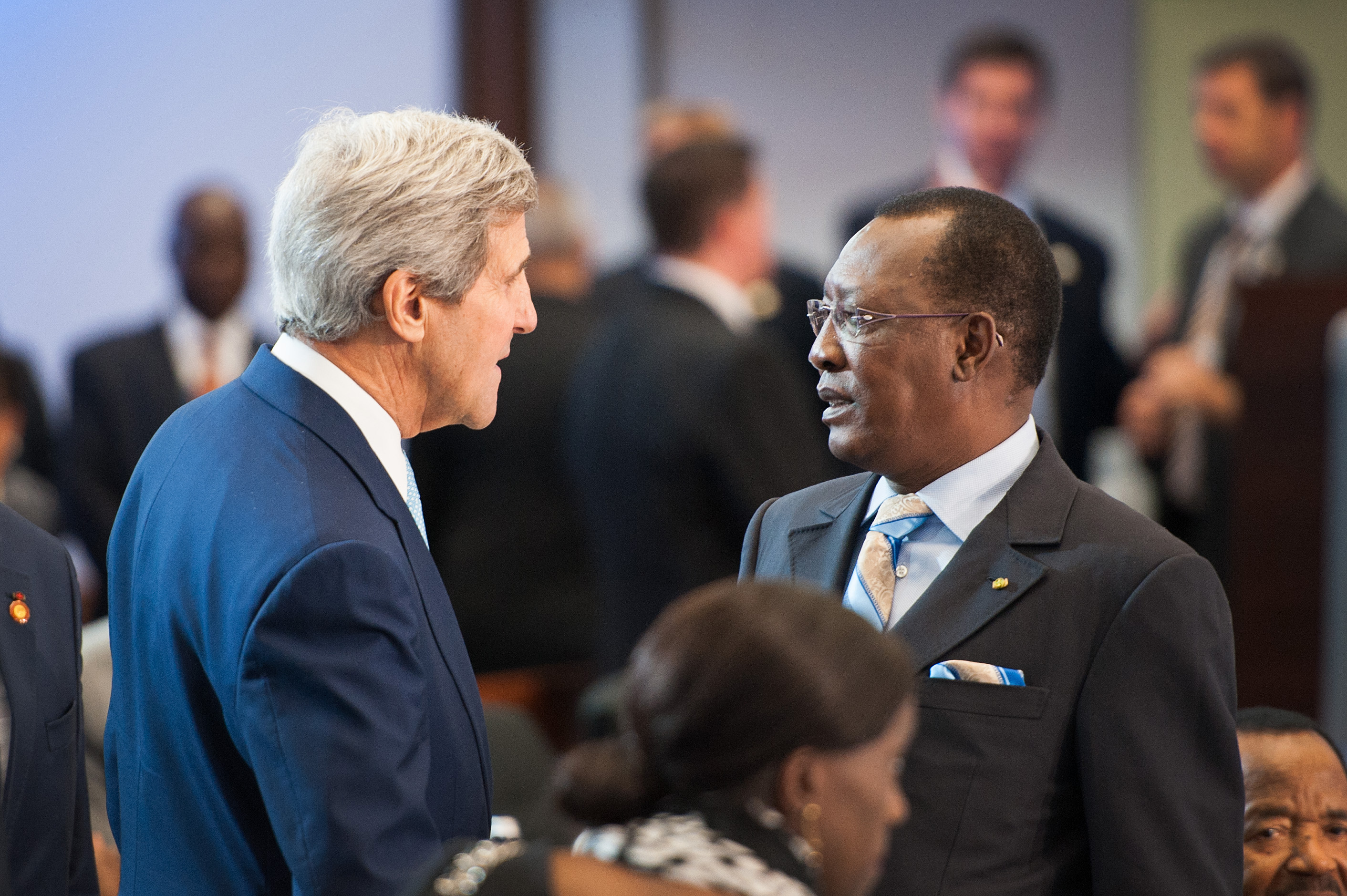
Idriss Déby in un incontro con il segretario di stato statunitense John Kerry nel 2014

Già nel 1999, tredici partiti e movimenti politico-militari tentarono di rovesciare il regime, ormai incentrato sulla figura del Presidente, senza tuttavia riuscirvi. Nel febbraio del 2006 mentre Déby si trovava all'estero, le forze ribelli tentarono nuovamente il colpo di Stato, con un piano che prevedeva, tra l'altro, l'abbattimento dell'aereo su cui il Presidente si trovava. Le truppe dei rivoltosi furono però respinte dai 1.100 soldati francesi in servizio in Ciad, i quali permisero a Déby di ritornare precipitosamente in patria.
Nella parte orientale del Paese vi sono stati, tra il 2005 e il 2006, vari conflitti armati con gruppi di insorti. Nell'aprile del 2006 si sono verificati scontri persino nella capitale N'Djamena, quando Déby e il suo governo sono stati salvati in extremis dall'intervento militare francese. In conseguenza di tali sollevazioni, Déby ha accusato il Sudan di fornire aiuti ai rivoltosi e ha iniziato a fornire assistenza militare alle opposizioni sudanesi, tra cui anche ribelli darfuriani, allo scopo dichiarato di rovesciare il governo centrale di Khartūm. Tuttavia, dopo la sua riconferma alla presidenza nel 2006, Déby e il presidente del Sudan Omar al-Bashir hanno convenuto di normalizzare le relazioni diplomatiche tra i due Paesi.
Ciò non ha tuttavia affievolito la resistenza interna, guidata dal Rally for Democratic Forces, che ha impegnato l'esercito regolare in vari scontri armati, soprattutto nella regione di Abéché. Ai primi di febbraio 2008, il regime di Déby ha sfiorato il tracollo allorché le forze congiunte di tre movimenti ribelli del nord del paese sono entrate nella capitale N'Djamena, che per tre giorni è stata teatro di battaglia fin sotto il palazzo presidenziale. Asserragliato nell'edificio con i suoi fedelissimi, Déby è riuscito miracolosamente a sconfiggere le forze ribelli e a riprendere la situazione in mano grazie all'uso di elicotteri da combattimento e munizioni libiche. Un accordo di pace con il Sudan nel 2010 ha posto fine alla guerra civile.

### La questione sui proventi del petrolio
Alla fine di agosto del 2006, Déby ha accusato le compagnie petrolifere operanti in Ciad (Chevron e Petronas) di non pagare all'erario le imposte dovute, ammontanti a più di 486 milioni di dollari. Ritenendo di aver ricevuto solo "briciole" dalle multinazionali del petrolio, ha annunciato di voler riportare il 60% della produzione petrolifera del Paese sotto il controllo del governo. Recentemente il Ciad ha approvato una legge che impone, secondo le indicazioni della Banca Mondiale, di impiegare i proventi del petrolio nella sanità, nell'istruzione e in progetti di nuove infrastrutture. Nell'ottobre 2006 il Ciad è stato posto in cima alla lista degli stati più corrotti al mondo dalla rivista Forbes.
Riconfermato con l'88,7% dei voti nel 2011, Déby ha lanciato una grande diversificazione dell'economia, fino ad allora basata principalmente sul settore petrolifero. Se nel 2001 il Ciad figurava tra i paesi africani meno sviluppati (PMS), risulta occupare il terzo posto nel 2015 secondo l'Africa Performance Index (API).

### Il gendarme dell'Africa centrale
Sfruttando la posizione strategica del Ciad in Africa centro-occidentale, Déby ha inviato truppe o giocato un ruolo chiave di mediazione nelle molteplici crisi regionali. Dopo l'avvento al potere di Laurent-Désiré Kabila nella Repubblica Democratica del Congo, nel 1998 Déby inviò 2.000 soldati nella RDC a sostegno del suo governo allo scoppio della seconda guerra del Congo contro i ribelli supportati da Ruanda e Uganda. Déby, che è considerato un brillante stratega, attua un astuto bilanciamento politico tra la Cina e gli Stati Uniti.
Si è opposto all'intervento militare occidentale nella guerra civile libica del 2011 e avrebbe inviato elementi della guardia ciadiana a sostegno di Muʿammar Gheddafi. Nello stesso anno ha stanziato 4.570.000 euro per assistere la regione del lago Ciad, afflitta dalla desertificazione e dall'azione di Boko Haram. Proprio di fronte alla crescente minaccia del gruppo terroristico nigeriano, Déby ha aumentato la partecipazione del Ciad nella MNJTF, una coalizione delle forze militari di Niger, Nigeria, Benin e Camerun. Nel 2013, truppe ciadiane hanno aiutato la Francia a scacciare i gruppi alleati di al-Qa'ida dal nord del Mali.
Déby considera il nord della Repubblica Centrafricana come strategico a causa delle sue risorse petrolifere. Ha contribuito alla presa del potere del presidente François Bozizé in Centrafrica nei primi anni duemila, prima di opporglisi e sostenere il movimento ribelle conosciuto come Séléka che lo ha rovesciato nel 2013. Nel maggio di quell'anno Déby è scampato all'ennesimo tentativo di colpo di Stato e ha scatenato un'ondata di arresti tra esponenti dell'opposizione e ufficiali militari.
Nel 2009, Idriss Déby fu nominato Presidente della Comunità economica degli Stati dell'Africa centrale (CEEAC) per un periodo di 6 anni. Dal gennaio 2016 al gennaio 2017, Déby ricopre anche la Presidenza di turno dell'Unione Africana. Nell'aprile dello stesso anno, Idriss Déby ha ottenuto il suo quinto mandato con il 61,56% dei voti contro lo sfidante Saleh Kebzabo che ha raccolto un mero 12,80% di preferenze.

### La morte
Il 20 aprile 2021, alcuni giorni dopo la rielezione, muore a 68 anni, a seguito delle gravi ferite riportate in uno scontro a fuoco con un gruppo di ribelli legato al Front pour l'alternance et la concorde au Tchad (FACT), protagonista di un'offensiva nel nord del paese, spirando poche ore dopo essere stato rimpatriato nella capitale N'Djamena. La notizia viene annunciata in diretta televisiva dall'esercito. Il governo e l'Assemblea Nazionale del paese vengono sciolti e sostituiti da un Consiglio militare con un incarico a tempo di 18 mesi, presieduto da Mahamat Idriss Déby, figlio del presidente.

## Vita privata

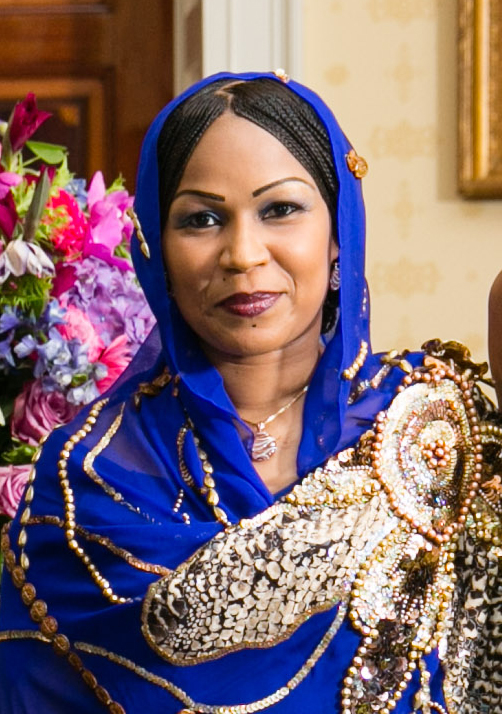
Hinda Déby Itno nel 2014 alla Casa Bianca

Déby ha aggiunto "Itno" al suo cognome nel gennaio 2006. Poligamo, ha avuto quattro mogli entro il 2018: Zina Wazouna Ahmed Idriss, Hadja Halimé, Hinda Déby Itno (matrimonio nel 2005) e Amani Musa Hila (matrimonio nel 2012). BBC News ha anche menzionato una quinta moglie di nome Ali Bouye. Déby ha avuto almeno una dozzina di figli.
Nel settembre 2005 ha sposato Hinda (nata nel 1977). Rinomata per la sua bellezza, questo matrimonio ha attirato molta attenzione in Ciad, a causa delle appartenenze tribali è stato visto da molti come un mezzo strategico per rafforzare il sostegno a Déby. Sebbene non fosse la moglie più vecchia o nuova di Déby, Hinda Déby era considerata la "First Lady del Ciad" a causa delle sue influenti posizioni nel governo e nella politica. Hinda era membro del Gabinetto Civile della Presidenza, nel ruolo di Segretario Speciale. Figlia di un alto diplomatico ciadiano, Hinda Déby Itno ha la doppia cittadinanza ciadiana e francese. Lei e Déby ebbero cinque figli, tutti nati a Neuilly-sur-Seine e tutti con nazionalità anche francese.
Il 21 gennaio 2012, Déby ha sposato la sua ultima moglie, Amani Musa Hila, una nazionalista sudanese, membro della tribù Zaghawadi e figlia del leader della milizia Janjaweed Musa Hilal nel Darfur. Il matrimonio è stato visto come un modo per rafforzare i legami bilaterali tra Ciad e Sudan a seguito di un accordo del 2010 per normalizzare le relazioni diplomatiche.
Il 2 luglio 2007, uno dei suoi figli, Brahim, è stato rinvenuto morto a 27 anni, presso la sua abitazione a Nanterre. L'autopsia ha stabilito che la morte è avvenuta per asfissia, dopo che gli è stato spruzzato addosso il contenuto di un estintore. Successive indagini hanno chiarito che si trattò di un caso di rapina finito tragicamente, in seguito al quale quattro persone sono state condannate per omicidio preterintenzionale.
Déby era membro della Massoneria.